# Sinípsa
Diocese de Sinípsa (em latim: Dioecesis Sinnipsensis) é uma circunscrição eclesiástica católica histórica, pertencente à antiga província Tripolitânia, na atual Líbia. Atualmente é uma sé titular episcopal de rito latino.
Na Conferência de Cartago que ocorreu em 411, para arbitrar questões disciplinares oriundas do Donatismo, o bispo Vilático, de Sinípsa, está presente e declara a unidade de sua Igreja, contra o Donatismo.
Nesta região encontra-se o rio Cínips, atualmente denominado Wadi Qaam.

## Bispos
| Período                          | Titular                          | Função                                | País                             | Observações                                  |
| Bispos titulares, não residentes | Bispos titulares, não residentes | Bispos titulares, não residentes      | Bispos titulares, não residentes | Bispos titulares, não residentes             |
| -------------------------------- | -------------------------------- | ------------------------------------- | -------------------------------- | -------------------------------------------- |
| 1999 –                           | Dom Karl Bürgler, CSSR           | Vigário Apostólico de Reyes           | Bolívia                          | Atual.                                       |
| 1997 – 1999                      | Dom Karl Bürgler, CSSR           | Vigário Apostólico Coadjutor de Reyes | Bolívia                          |                                              |
| 1991 –1996                       | Dom Alberto Taveira Corrêa       | Bispo auxiliar de Brasília            | Brasil                           | Nomeado Arcebispo de Palmas                  |
| 1974 – 1990                      | Dom Karl-August Siegel           | Bispo auxiliar de Osnabrück           | Alemanha                         | Faleceu                                      |
| 1966 – 1974                      | Dom Michele Mincuzzi             | Bispo auxiliar de Bari-Bitonto        | Itália                           | Nomeado bispo de Ugento-Santa Maria di Leuca |
| Bispo diocesano (histórico)      |                                  |                                       |                                  |                                              |
| século V                         | Vilático                         |                                       |                                  | Presente na Conferência de Cartago, em 411   |